# هايلاند (إلينوي)
هايلاند (بالإنجليزية: Highland, Illinois)‏ هي city of the United States تقع في الولايات المتحدة في مقاطعة ماديسون، إلينوي. يقدر عدد سكانها بـ 9,919 نسمة .

## التركيبة السكانية
حدّد مكتب تعداد الولايات المتحدة بيانات التركيبة السكانية لهايلاند في تعداد الولايات المتحدة. في ما يلي، التركيبة السكانية حسب تعدادي 2000 و2010.

### تعداد عام 2000
بلغ عدد سكان هايلاند 8,438 نسمة بحسب تعداد عام 2000، وبلغ عدد الأسر 3,442 أسرة وعدد العائلات 2,232 عائلة مقيمة في المدينة. في حين سجلت الكثافة السكانية 418.3 نسمة لكل كيلومتر مربع (1,083.4/ميل2). وبلغ عدد الوحدات السكنية 3,610 وحدة بمتوسط كثافة قدره 179 لكل كيلومتر مربع (463.6/ميل2).
وتوزع التركيب العرقي للمدينة بنسبة 98.60% من البيض و0.08% من الأمريكيين الأفارقة و0.12% من الأمريكيين الأصليين و0.49% من الأمريكيين ذوي الأصول الآسيوية و0.26% من الأعراق الأخرى و0.45% من عرقين مختلطين أو أكثر و1.32% من الهسبانيون أو اللاتينيون من أي عرق.
بلغ عدد الأسر 3,442 أسرة كانت نسبة 34.4% منها لديها أطفال تحت سن الثامنة عشر تعيش معهم، وبلغت نسبة الأزواج القاطنين مع بعضهم البعض 53.3% من أصل المجموع الكلي للأسر، ونسبة 8.8% من الأسر كان لديها معيلات من الإناث دون وجود شريك،  بينما كانت نسبة 2.8% من الأسر لديها معيلون من الذكور دون وجود شريكة وكانت نسبة 35.2% من غير العائلات. تألفت نسبة 30.9% من أصل جميع الأسر من عدة أفراد يعيشون في نفس المنزل ونسبة 16.4% كانت تتألف من شخص يعيش بمفرده يبلغ من العمر 65 عاماً أو أكثر. وبلغ متوسط حجم الأسرة المعيشية 2.40، أما متوسط حجم العائلات فبلغ 3.04.
بلغ العمر الوسطي للسكان 37.6 عاماً. وكانت نسبة 25.5% من القاطنين تحت سن الثامنة عشر، وكانت نسبة 8.1% بين الثامنة عشر والرابعة والعشرين عاماً، ونسبة 27.8% كانت واقعةً في الفئة العمرية ما بين الخامسة والعشرين والرابعة والأربعين عاماً، ونسبة 20.4% كانت ما بين الخامسة والأربعين والرابعة والستين، ونسبة 16% كانت ضمن فئة الخامسة والستين عاماً فما فوق. يوجد لكل 100 أنثى 89.5 ذكر، ويوجد لكل 100 أنثى في الثامنة عشر من عمرها فما فوق 84.7 ذكر.
بلغ متوسط دخل الأسرة في المدينة 39,524 دولارًا، أما متوسط دخل العائلة فبلغ 52,240 دولارًا. وكان متوسط دخل الذكور 36,536 دولارًا مقابل 25,620 دولارًا للإناث. وسجل دخل الفرد الخاص بالمدينة 21,101 دولارًا. وكانت نسبة 3.6% من العائلات ونسبة 6.8% من السكان تحت خط الفقر، وكان من هؤلاء نسبة 7.2% تحت سن الثامنة عشر ونسبة 8.3% في الخامسة والستين من العمر وما فوق.

### تعداد عام 2010
بلغ عدد سكان هايلاند 9,919 نسمة بحسب تعداد عام 2010، وبلغ عدد الأسر 4,013 أسرة وعدد العائلات 2,633 عائلة مقيمة في المدينة. في حين سجلت الكثافة السكانية 491.8 نسمة لكل كيلومتر مربع (1,273.8/ميل2). وبلغ عدد الوحدات السكنية 4,283 وحدة بمتوسط كثافة قدره 212.3 لكل كيلومتر مربع (549.9/ميل2).
وتوزع التركيب العرقي للمدينة بنسبة 97% من البيض و0.21% من الأمريكيين الأفارقة و0.17% من الأمريكيين الأصليين و0.90% من الأمريكيين ذوي الأصول الآسيوية و0.06% من سكان جزر المحيط الهادئ و0.40% من الأعراق الأخرى و1.26% من عرقين مختلطين أو أكثر و1.39% من الهسبانيون أو اللاتينيون من أي عرق.
بلغ عدد الأسر 4,013 أسرة كانت نسبة 33.4% منها لديها أطفال تحت سن الثامنة عشر تعيش معهم، وبلغت نسبة الأزواج القاطنين مع بعضهم البعض 50.3% من أصل المجموع الكلي للأسر، ونسبة 11.3% من الأسر كان لديها معيلات من الإناث دون وجود شريك،  بينما كانت نسبة 4.1% من الأسر لديها معيلون من الذكور دون وجود شريكة وكانت نسبة 34.4% من غير العائلات. تألفت نسبة 29.5% من أصل جميع الأسر من عدة أفراد يعيشون في نفس المنزل ونسبة 13.8% كانت تتألف من شخص يعيش بمفرده يبلغ من العمر 65 عاماً أو أكثر. وبلغ متوسط حجم الأسرة المعيشية 2.42، أما متوسط حجم العائلات فبلغ 2.99.
بلغ العمر الوسطي للسكان 36.8 عاماً. وكانت نسبة 24.8% من القاطنين تحت سن الثامنة عشر، وكانت نسبة 8.6% بين الثامنة عشر والرابعة والعشرين عاماً، ونسبة 27.5% كانت واقعةً في الفئة العمرية ما بين الخامسة والعشرين والرابعة والأربعين عاماً، ونسبة 23% كانت ما بين الخامسة والأربعين والرابعة والستين، ونسبة 16.2% كانت ضمن فئة الخامسة والستين عاماً فما فوق. وتوزع التركيب الجنسي للسكان بنسبة 47.5% ذكور و52.5% إناث.

## المدن التوأمة
مدينة سورزيه ‏ هي مدينة توأمة لـهايلاند (إلينوي).

## أعلام
- هاري باركر
- موريس براشاو
- جيمس هيد
- جاي هوفمان
- بوب هوسكينز